# Баштя
Баштя (рум. Baștea) — село у повіті Хунедоара в Румунії. Входить до складу комуни Лепуджу-де-Жос.
Село розташоване на відстані 330 км на північний захід від Бухареста, 38 км на захід від Деви, 135 км на південний захід від Клуж-Напоки, 92 км на схід від Тімішоари.